# 清水河 (滹沱河)

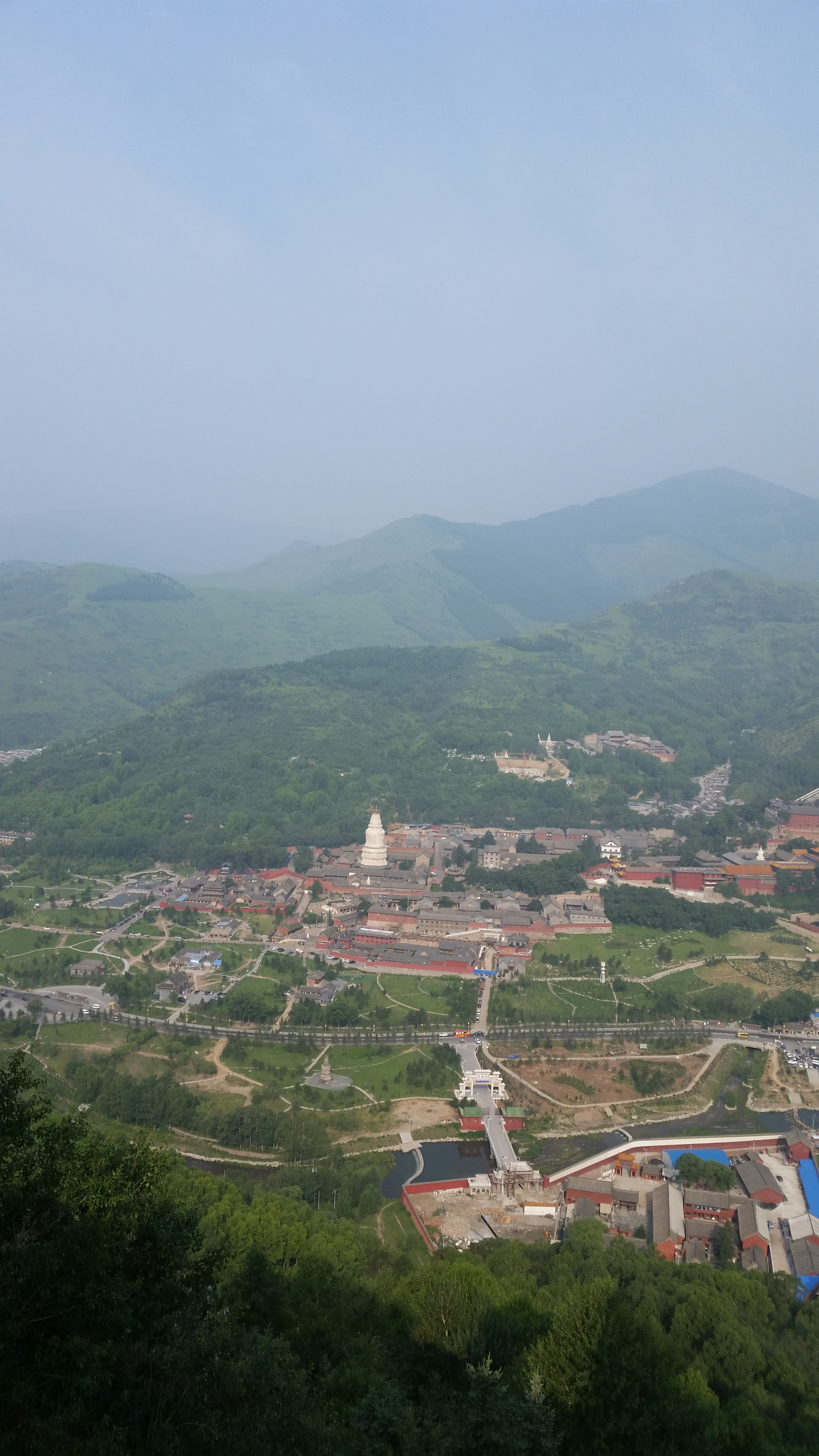
从黛螺顶看台怀镇，图片下部即为清水河

清水河位于中华人民共和国山西省五台县境内，是滹沱河左岸支流，发源于五台县北部五台山西北的东台沟，蜿蜒向南流经台怀镇、金岗库乡、门限石乡、耿镇镇、高洪口乡以及茹村乡东南部、陈家庄乡西部、白家庄镇东北等地区，最后于神西乡坪上村汇入滹沱河。河长113.2千米，流域面积2405平方千米，河道比降21.2‰，年均径流量2.06亿立方米。清水河从北向南纵贯五台县东部地区，上游的五台山风景区是中国著名的佛教圣地，属于世界文化遗产。